# Ак-Терек (Папанский айылный аймак)
Ак-Терек (кирг. Ак-Терек) — село в Кара-Сууском районе Ошской области Кыргызстана. Входит в состав Папанского айылного аймака.

## География
Село расположено в северо-западной части области, на берегах реки Ак-Буура, на расстоянии приблизительно 47 километров (по прямой) к юго-юго-востоку от города Кара-Суу, административного центра района. Абсолютная высота — 1372 метра над уровнем моря.

## Население
Согласно оценочным данным Национального статистического комитета Кыргызской Республики, численность населения села на начало 2023 года составляла 1607 человек.
| год     | 2009 | 2014 | 2015 | 2020 | 2021 | 2023 |
| ------- | ---- | ---- | ---- | ---- | ---- | ---- |
| человек | 877  | 1252 | 1318 | 1496 | 1533 | 1607 |